# العلاقات الكرواتية اللاوسية
العلاقات الكرواتية اللاوسية هي العلاقات الثنائية التي تجمع بين كرواتيا ولاوس.

## مقارنة بين البلدين
هذه مقارنة عامة ومرجعية للدولتين:
| وجه المقارنة                                              | كرواتيا                                                  | لاوس        |
| --------------------------------------------------------- | -------------------------------------------------------- | ----------- |
| المساحة (كم2)                                             | 56.59 ألف                                                | 236.80 ألف  |
| عدد السكان (نسمة)                                         | 4.11 مليون                                               | 6.86 مليون  |
| الكثافة السكانية (ن./كم²)                                 | 72.63                                                    | 28.97       |
| العاصمة                                                   | زغرب                                                     | فيينتيان    |
| اللغة الرسمية                                             | اللغة الكرواتية                                          | اللغة اللاو |
| العملة                                                    | كونا كرواتية                                             | كيب لاوي    |
| الناتج المحلي الإجمالي (بليون دولار)                      | 54.85 مليار                                              | 16.85 مليار |
| الناتج المحلي الإجمالي (تعادل القوة الشرائية) بليون دولار | 94.64 مليار                                              | 38.71 مليار |
| الناتج المحلي الإجمالي الاسمي للفرد دولار أمريكي          | 11.54 ألف                                                | 1.82 ألف    |
| الناتج المحلي الإجمالي للفرد دولار أمريكي                 | 21.64 ألف                                                |             |
| مؤشر التنمية البشرية                                      | 0.818                                                    | 0.575       |
| رمز المكالمات الدولي                                      | +385                                                     | +856        |
| رمز الإنترنت                                              | .hr                                                      | .la         |
| المنطقة الزمنية                                           | توقيت وسط أوروبا، ت ع م+01:00، ت ع م+02:00، أوروبا/زغرب ‏ | ت ع م+07:00 |

## منظمات دولية مشتركة
يشترك البلدان في عضوية مجموعة من المنظمات الدولية، منها:
| علم المنظمة | اسم المنظمة                        | تاريخ انضمام كرواتيا | تاريخ انضمام لاوس |
| ----------- | ---------------------------------- | -------------------- | ----------------- |
|             | مؤسسة التنمية الدولية              | 25 فبراير 1993       | 28 أكتوبر 1963    |
|             | يونسكو                             | 1 يونيو 1992         | 9 يوليو 1951      |
|             | وكالة ضمان الاستثمار متعدد الأطراف | 19 مارس 1993         | 5 أبريل 2000      |
|             | الأمم المتحدة                      | 22 مايو 1992         | 14 ديسمبر 1955    |
|             | البنك الدولي للإنشاء والتعمير      | 25 فبراير 1993       | 5 يوليو 1961      |
|             | منظمة حظر الأسلحة الكيميائية       | ?                    | ?                 |
|             | مؤسسة التمويل الدولية              | 25 فبراير 1993       | 29 يناير 1992     |
|             | منظمة الشرطة الجنائية الدولية      | ?                    | ?                 |

## وصلات خارجية
- موقع وزارة الخارجية الكرواتية
- موقع وزارة الخارجية اللاوسية